# Иван Ранђеловић
Иван Ранђеловић (Ниш, 24. децембра 1974) је бивши српски фудбалски голман.

## Каријера
Ранђеловић је почео каријеру у Радничком из Ниша, где је бранио од 1992. до 1996. године. Затим је био члан шпанског Лас Палмаса, где је врло мало био на терену, па је прослеђен на позајмице у Звездари (од 1996. до 1998) и Милиционару (од 1999. до 2001).
Боје Црвене звезде бранио је на 174 званичне утакмице. Учествовао је у освајању три шампионске титуле (2004, 2006. и 2007. године) и четири национална купа (2002, 2004, 2006. и 2007. године).
Већ у првој сезони се усталио на голу црвено-белих после повреде младог Владимира Дишљенковића. У сезони 2002/03. имао је запажене интервенције у реванш мечу првог кола Купа УЕФА против Кјева у Верони, када је Звезда славила са 2:0 и елиминисала италијански тим из такмичења. Те сезоне је одиграо 30 утакмица у шампионату и уз Марјана Марковића био играч са највише наступа у екипи. Укупно је у сезони 2002/03. одиграо 38 такмичарских утакмица, што је његов лични рекорд у дресу Звезде. Само у сезонама 2003/04. и 2005/06. није био стандардан чувар мреже, док у последњој години није бранио, јер је Саша Стаменковић промовисан у првог голмана. Истакао се одбранама и на мечу против Милана у квалификацијама за Лигу шампиона 2006. године, када је укротио многе покушаје ведета тима из града моде. Екипа Милана је касније освојила то такмичење.
Ранђеловић је био стандардан у освајању дупле круне у сезони 2006/07, када је Звезда имала великих 17 бодова предности у односу на другопласирани тим на крају шампионата, а у Купу тријумфовала уз само један примљен гол. У периоду од 2002. до 2007. године црвено-бели су свих шест пута играли у финалу Купа и четири пута освојили трофеј. Иван Ранђеловић је у сезони 2007/08. одбранио три шута играча Чукаричког у пенал серији и одвео Звезду у полуфинале Купа, где је екипа заустављена против Партизана.